# Xikeng (köpinghuvudort i Kina, Zhejiang Sheng, lat 27,85, long 119,92)
Xikeng (kinesiska: Hsi-k’eng, 西坑畲族镇) är en köpinghuvudort i Kina. Den ligger i provinsen Zhejiang, i den östra delen av landet, omkring 270 kilometer söder om provinshuvudstaden Hangzhou. Antalet invånare är 6 679. Befolkningen består av 3 141 kvinnor och 3 538 män. Barn under 15 år utgör 17,0 %, vuxna 15-64 år 63 %, och äldre över 65 år 18,0 %.
Runt Xikeng är det ganska tätbefolkat, med 134 invånare per kvadratkilometer. Närmaste större samhälle är Nantian, 9,0 km norr om Xikeng. I omgivningarna runt Xikeng växer i huvudsak blandskog.
Genomsnittlig årsnederbörd är 2 328 millimeter. Den regnigaste månaden är juni, med i genomsnitt 383 mm nederbörd, och den torraste är januari, med 67 mm nederbörd.